# Alfonso Dubé
Alfonso Dubé y Díez (18??-19??) fue un arquitecto español. Conocido por haber realizado y diseñado diversos edificios en Madrid.

## Trayectoria
Alfonso Dubé desarrolló una arquitectura funcional, como plasmó en su proyecto del Mercado de San Miguel (construido entre 1913-1916), localizado en la plaza de San Miguel.
Consta de una estructura de hierro fundido y una distribución espacial característica de los mercados de hierro construidos en la ciudad de Madrid en el último tercio del siglo XIX, atendiendo a soluciones higienistas y funcionalistas.
El Mercado de San Miguel ha tenido varias rehabilitaciones. Actualmente es un mercado gastronómico, muy visitado por los turistas.
En 1910 edificó la subestación de Hidroeléctrica de Alcoy (Alicante) junto con el arquitecto valenciano Timoteo Briet Montaud, cuya obra constituye uno de los más destacados exponentes de la arquitectura industrial del modernismo alcoyano.

## Obras
- Mercado de San Miguel
- Subestación de Hidroeléctrica de Alcoy